# Ammoniumcerium(IV)nitraat
Ammoniumcerium(IV)nitraat is een anorganisch nitraat van ammoniak en cerium, met als formule (NH4)2Ce(NO3)6. De verbinding wordt in het laboratorium veel gebruikt als oxidator in organische syntheses en in kwantitatieve analyse, omdat het een van de sterkste stabiele oxidatoren is (E° = 1,7 V).
De stof wordt vaak aangeduid met de Engelse afkorting CAN van Ceric Ammonium Nitrate. Ammoniumcerium(IV)nitraat wordt ook gebruikt in ets- en polijstmiddelen bij de fabricage van halfgeleidermaterialen.
Het is een corrosieve stof, die de huid, ogen en slijmvliezen aantast.

Structuurformule van het hexanitratoceraat-anion